# Carmen Miranda: Bananas is my Business
Carmen Miranda: Bananas is my Business es un docudrama lanzado en 1995, dirigido por Helena Solberg. Este documental narra la vida y la carrera de Carmen Miranda, símbolo latinoamericano en Hollywood en la década de 1940. El documental cuenta la historia de su vida en una serie de etapas, comenzando con sus raíces y estrellato en Brasil y su desarrollo como cantante y actriz en los Estados Unidos, comenzando en Broadway en Nueva York, luego en la industria del cine después de que ella firmó un contrato con la 20th Century Fox en Los Ángeles, y sus últimos años de vida, antes de su trágica muerte y su regreso a Brasil. La película cuenta con varias entrevistas de amigos y familiares de la cantante, como su hermana Aurora Miranda, su primer novio Mario Cunha, el violinista Laurindo Almeida, el compositor de samba Synval Silva, y los actores César Romero y Alice Faye.

## Sinopsis
Carmen Miranda: Bananas is my Business narra la extraordinaria historia de la estrella brasileña que ha capturado la imaginación y el corazón del mundo. Carmen Miranda, nacida en Portugal y criada en Brasil, fue un artista de gran talento. Ya famosa en América del Sur, en 1939 es descubierto por Lee Schubert que la lleva a los Estados Unidos, donde se convierte en "The Brazilian Bombshell" (La bomba brasileña). Carmen Miranda sigue siendo la más famosa brasileña a la conquistar las pantallas de cine. Sin embargo, para los norteamericanos ella era más conocida como una caricatura que lleva una enorme montón de bananas y otras frutas en la cabeza. La película trata de rescatar a su imagen de esa trama, y devolver lo que es más fundamental: su identidad.

## Reparto
- Alice Faye como ella misma.
- Aloísio de Oliveira como él mismo.
- Aurora Miranda como ella misma.
- Carmen Miranda como ella misma (archivo de vídeo).
- Caribé da Rocha como él mismo.
- Cássio Barsante como él mismo.
- Cesar Romero como él mismo.
- Cynthia Adler como Hedda Hopper.
- Eric Barreto como Carmen Miranda (Hollywood).
- Estela Romero como ella misma.
- Helena Solberg como ella misma (narración).
- Ivan Jack como él mismo.
- Jeanne Allan como ella misma.
- Jorge Guinle como él mismo.
- Laurindo Almeida como él mismo.
- Letícia Monte como Carmen Miranda (joven).
- Mario Cunha como él mismo.
- Raul Smandek como él mismo.
- Rita Moreno como ella misma.
- Synval Silva como él mismo.
- Ted Allan como él mismo.

## Lanzamiento
Lanzado por primera vez en Brasil, el 13 de abril de 1995, la película terminó la muestra competitiva del 27º Festival de Cine de Brasilia.
En julio de ese año, fue lanzado comercialmente en los Estados Unidos, ganando el Gold Hugo Award de mejor documental en el Festival de Cine de Chicago, además de haber sido seleccionado entre los 10 mejores películas de no ficción de Andrew Sarris.

## Repercusión
La película fue muy bien recibida por la crítica estadounidense, el docudrama fue exhibido en las salas de arte de las pricipais ciudades de Estados Unidos. En Brasil, fue adquirido por el televisión abierta Canal Brasil y TV Cultura, y por el canal de cable GNT y Canal Curta!.
En América Latina, fue adquirido por el Discovery Channel y Film & Arts. En los Estados Unidos fue transmitido a nivel nacional por la red PBS. En Francia por el Canal Plus.

## Premios
| Año  | Festival                                           | Categoría                  | País           | Resultado |
| ---- | -------------------------------------------------- | -------------------------- | -------------- | --------- |
| 1994 | Festival de Cine de Brasilia                       | Mejor Documental           | Brasil         | Ganador   |
| 1994 | Festival de Cine de Brasilia                       | Premio Especial del Jurado | Brasil         | Ganador   |
| 1994 | Festival de Cine de Brasilia                       | Premio de la Crítica       | Brasil         | Ganador   |
| 1995 | Festival de La Habana                              | Mejor Documental           | Cuba           | Ganador   |
| 1995 | Festival Internacional de Cine de Chicago          | Mejor Documental           | Estados Unidos | Ganador   |
| 1995 | Festival Internacional de Documentales de Yamagata | Mejor Documental           | Japón          | Nominado  |
| 1996 | Festival Internacional de Cine de Uruguay          | Mejor Documental           | Uruguay        | Ganador   |
| 1996 | Encuentro Internacional de Cine de Portugal        | Mejor Documental           | Portugal       | Ganador   |